# (6221) Ducentesima
(6221) Ducentesima es un asteroide perteneciente al cinturón de asteroides, región del sistema solar que se encuentra entre las órbitas de Marte y Júpiter, más concretamente a la familia de Temis descubierto el 13 de abril de 1980 por Antonín Mrkos desde el Observatorio Kleť, České Budějovice, República Checa.

## Designación y nombre
Designado provisionalmente como 1980 GO. Fue nombrado Ducentesima en homenaje al descubrimiento número 200 de planetas menores desde el Observatorio Kleť. Su nombre en latín se inspiró en nombres femeninos clásicos de los días pioneros de la búsqueda de planetas menores en el siglo XIX.

## Características orbitales
Ducentesima está situado a una distancia media del Sol de 3,177 ua, pudiendo alejarse hasta 3,493 ua y acercarse hasta 2,860 ua. Su excentricidad es 0,099 y la inclinación orbital 1,799 grados. Emplea 2068,38 días en completar una órbita alrededor del Sol.

## Características físicas
La magnitud absoluta de Ducentesima es 13. Tiene 13,205 km de diámetro y su albedo se estima en 0,064. 